# 3328 Interposita
A 3328 Interposita (ideiglenes jelöléssel 1985 QD1) a Naprendszer kisbolygóövében található aszteroida. T. Schildknecht fedezte fel 1985. augusztus 21-én.